# Conus kaiserae
Espèce
Conus kaiserae est une espèce de mollusques gastéropodes marins de la famille des Conidae.
Comme toutes les espèces du genre Conus, ces escargots sont prédateurs et venimeux. Ils sont capables de « piquer » les humains et doivent donc être manipulés avec précaution, voire pas du tout.

## Description
La taille de la coquille varie entre 21 mm et 28 mm.

## Distribution
Cette espèce marine est présente au large de l'île Cocos, dans le Pacifique du Costa Rica.

## Taxonomie

### Publication originale
L'espèce Conus kaiserae a été décrite pour la première fois en 2012 par les malacologistes Manuel Jimenez Tenorio (d) (1965-), John Keith Tucker et Henry William Chaney dans la publication intitulée « A conchological iconography »,.

### Synonymes
- Conus (Dauciconus) kaiserae (Tenorio, J. K. Tucker & Chaney, 2012) · appellation alternative
- Dauciconus kaiserae Tenorio, J. K. Tucker & Chaney, 2012 · non accepté (combinaison originale)